# Cerkiew św. Michała Archanioła w Warszawie
Cerkiew św. Michała Archanioła – cerkiew prawosławna w Warszawie, położona w Alejach Ujazdowskich, w rejonie współczesnego placu Na Rozdrożu. Była to jedna z cerkwi wojskowych wybudowanych na potrzeby rosyjskich żołnierzy stacjonujących w Warszawie, w szczególności służących w Litewskim Pułku Lejbgwardii. Wzniesiona w latach 90. XIX wieku, została zburzona w 1923, w czasie akcji rewindykacji cerkwi uznanych za symbole rosyjskiej władzy okresu zaborów.

## Historia

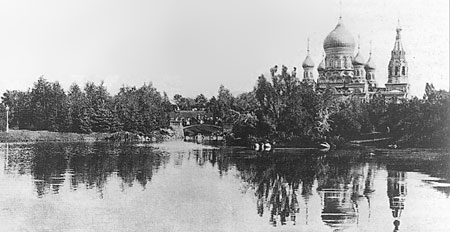
Widok cerkwi od strony parku Ujazdowskiego

### Okoliczności budowy
Wzniesienie cerkwi św. Michała Archanioła w Warszawie przypada na okres wzmożonych inwestycji w budownictwie sakralnym, jaki miał miejsce w ostatnich latach panowania Aleksandra III i na początku rządów Mikołaja II na terenie zachodnich rubieży Imperium Rosyjskiego. Jednym z elementów akcji budowy nowych świątyń prawosławnych było zaopatrywanie we własne cerkwie poszczególnych rosyjskich jednostek wojskowych. Cerkiew św. Michała Archanioła była jednym z obiektów o takim przeznaczeniu.
Budowla sakralna była zlokalizowana przy Alejach Ujazdowskich 12, w rejonie miasta szczególnie licznie zamieszkanym również przez cywilnych Rosjan. Według wspomnień A. Kraushara obszar ten był szczególnie atrakcyjny dla zamożnych Rosjan. Na przełomie XIX/XX wieku stracił niemal całkowicie pierwotny, polski charakter. Pracami budowlanymi kierował inżynier kapitan Lüders. Obiekt wzniesiono w latach 1892–1894. Kamień węgielny pod budowę nowej cerkwi położono 16 czerwca 1892 na miejscu starszej, tymczasowej świątyni wojskowej. Uroczystości przewodniczył arcybiskup chełmsko-warszawski Flawian, któremu asystowała grupa kapelanów wojskowych oraz dwóch duchownych eparchialnych. 21 grudnia 1894 nastąpiła jej konsekracja. Cerkiew była częścią kompleksu koszar Litewskiego Pułku Lejbgwardii, które rozciągały się między aleją Szucha a ulicami Litewską i Nowowiejską. Budowla uważana była za jedną z najbardziej udanych architektonicznie świątyń prawosławnych wzniesionych przez Rosjan w Warszawie. Miało to związek z elitarnym charakterem pułku, dla którego była przeznaczona. Nie została wzniesiona według ujednoliconego planu przewidywanego dla cerkwi wojskowych, ale projektu przygotowanego specjalnie na tę okazję, który uwzględniał sposób komponowania się budynku z otoczeniem (w szczególności z położonymi w sąsiedztwie parkami). Na budowę obiektu przeznaczono 130 tys. rubli.

### Po I wojnie światowej
Po odwrocie żołnierzy rosyjskich z Warszawy w 1915 cerkiew przestała być wykorzystywana zgodnie ze swoim przeznaczeniem. Porzucona, zaczęła popadać w ruinę. Przez krótki czas użytkowała ją parafia Kościoła ewangelickiego. Po rozpoczęciu akcji burzenia cerkwi została uznana za niepotrzebną, wywołującą skojarzenia z rosyjską władzą w Warszawie i zburzona w 1923. Ryszard Mączewski uważa, że główną przyczyną jej rozbiórki był zły stan techniczny z powodu porzucenia i braku konserwacji. Zniszczenie świątyni było jednym z epizodów akcji rewindykacji prawosławnych cerkwi, które zostały nagłośnione za granicą, jako dowód nietolerancji wyznaniowej panującej w Polsce. Na jej miejscu wzniesiono wkrótce pawilony wystawiennicze „Łobzowianki” i muszlę koncertową. Współcześnie w miejscu, w którym znajdowała się świątynia, przebiega w wykopie Trasa Łazienkowska.

## Architektura
Cerkiew posiadała pięć kopuł z krzyżami oraz dzwonnicę z dodatkową kopułą nad wejściem. Reprezentowała styl starorosyjski (późną odmianę stylu bizantyjsko-rosyjskiego, oficjalnego stylu Imperium Rosyjskiego). Wszystkie kopuły były pokryte blachą cynkowaną i pomalowane na zielono w szachownicę. Piotr Paszkiewicz porównuje rozplanowanie świątyni do cerkwi Wasyla Błogosławionego w Moskwie – podobnie jak w przypadku tej budowli, cała kompozycja budynku była złożona z pozornie niezależnych elementów. Cztery boczne kopuły sprawiały wrażenie mniejszych świątyń połączonych luźno z głównym korpusem zwieńczonym główną, basztowo-namiotową kopułą na bębnie. Między wyglądem cerkwi w Moskwie i w Warszawie występowała jednak różnica – mniejsze kopuły stanowiły pomniejszony wariant głównej, a nie luźne nawiązanie do jej architektury. Autor ten jest zdania, że cerkiew św. Michała Archanioła odpowiadała opisowi, za pomocą którego Wojsław Molé charakteryzował sobór Wasyla Błogosławionego:

Całość zamieniono jakby w pnący się nieustannie ku górze, skamieniały i zarazem żywy organizm roślinny.

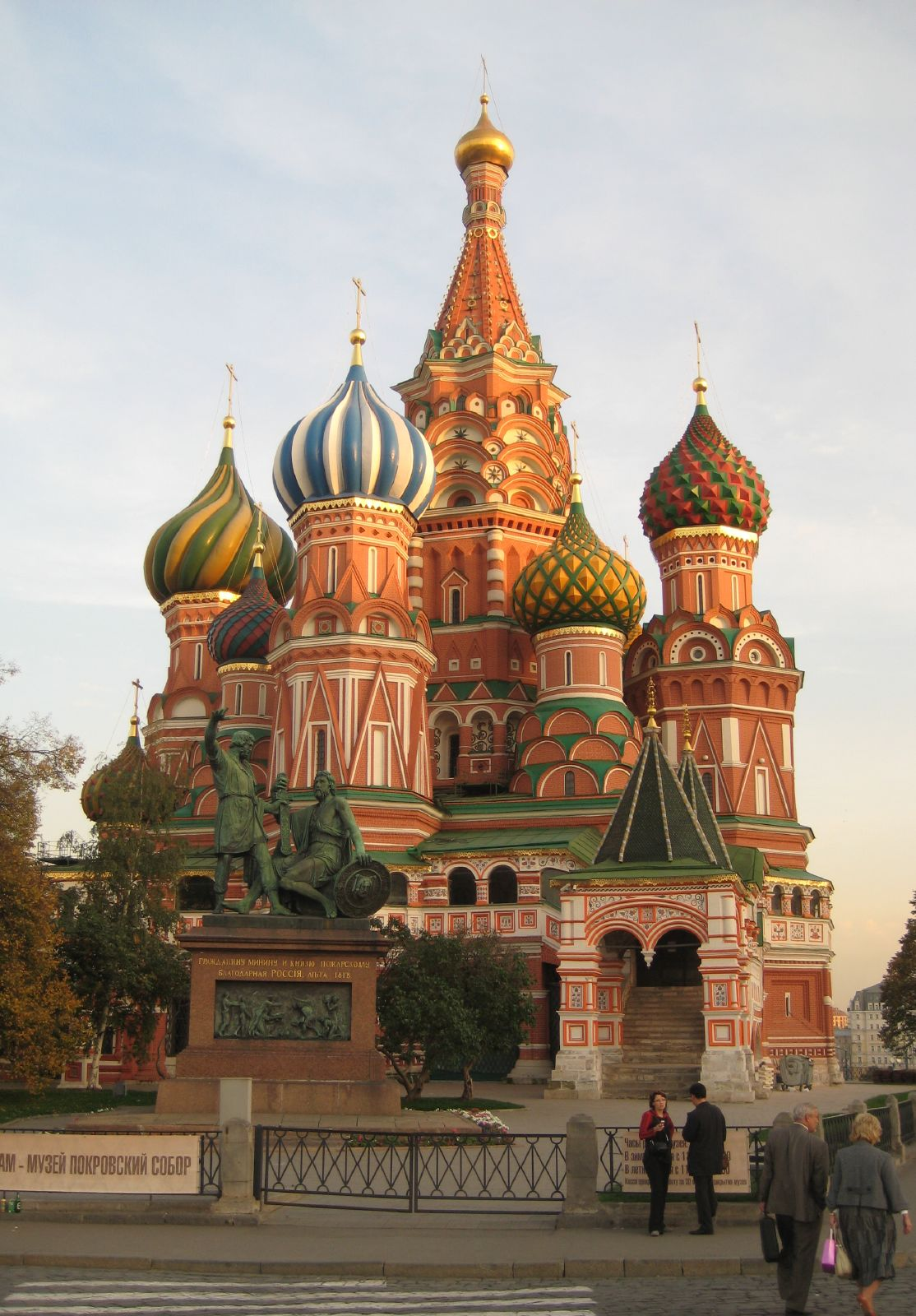
Architektura cerkwi św. Michała Archanioła w Warszawie mogła nawiązywać do wyglądu soboru Wasyla Błogosławionego w Moskwie

Wejście do budynku było szczególnie rozbudowane. Główny portal cerkwi wspierał się na bogatych kolumnach i był flankowany dwoma mniejszymi. Nad wejściem wznosiła się dzwonnica wykończona niewielką kopułą w tradycyjnym kształcie cebuli. Bogactwo detali ozdób pokrywających ściany świątyni, podobnie jak w przypadku cerkwi św. Tatiany Rzymianki, zacierało zasadniczy kształt bryły budynku. W nabożeństwie w cerkwi równocześnie mogło brać udział 1000 osób.
Wnętrze cerkwi było równie bogato zdobione. Freski na jej ścianach wykonał kijowski ikonograf i rzeźbiarz Ołeksandr Muraszko, który razem z Belewiczem pracował również nad ikonostasem. Był on dwurzędowy. Stanowił kopię ściany z ikonami soboru św. Włodzimierza w Kijowie. Wnętrza kopuł były pozłocone, zaś podłogę świątyni wykonano z terakoty, naśladującej marmur. Jedynie w prezbiterium zastosowano do tego celu drewno. W czasie poświęcenia, cerkiew posiadała jeden ołtarz – św. Michała Archanioła. W 1897 r. dostawiono drugi – św. Mikołaja, zaś w 1899 kolejny, Świętych Konstantyna i Heleny. Znajdowały się one odpowiednio po prawej i lewej stronie prezbiterium. Nie wiadomo, czyje ikony były czczone w świątyni. Wiadomo tylko o jednym wizerunku – ikonie św. Jana Rycerza z cząstką jego relikwii.